# Sighetu Marmației
Sighetu Marmației (pronunciat en romanès: [ˌSiɡetu marˈmat͡si.ej], també lletrejat Sighetul Marmației; alemany: Marmaroschsiget o Siget ; hongarès: Máramarossziget, pronunciat en hongarès: [ˈMaːrɒmɒroʃsiɡɛt], ucraïnès: Сигіт; ídix: סיגעט), és des del 1960 una ciutat (municipi) del comtat de Maramureş prop del riu Tisza, al nord-oest de Romania.

## Geografia
Sighetu Marmației està situat al llarg del riu Tisza, a la frontera amb Ucraïna, davant de la ciutat ucraïnesa de Solotvyno. Les comunitats veïnes inclouen: Sarasău, Săpânța, Câmpulung la Tisa, Ocna Șugatag, Giulești, Vadu Izei, Rona de Jos i Bocicoiu Mare a Romania, la comunitat de Bila Cerkva i el municipi de Solotvyno a Ucraïna (Óblast de Zakarpattia). La ciutat administra cinc pobles: Iapa (Kabolapatak), Lazu Baciului (Bácsiláz), Șugău (Sugó), Valea Cufundoasă (Mélypatak) i Valea Hotarului (Határvölgy).
El nom de la ciutat deriva del nom hongarès que significa "illa a Maramureș".

## Demografia
Actualment la ciutat té 37.640 habitants.
- Romanesos: 82,2%
- Hongaresos: 13%
- Ucraïnesos: 2,3%
- Gitanos: 1,5%

Segons el cens de 1910, la ciutat tenia 21.370 habitants. Hi constaven de 17.542 (82,1%) parlants d'hongarès, 2.002 (9,4%) de romanès, 1.257 (5,9%) d'alemany i 32 parlants de rutè. El nombre de jueus era de 7.981; van ser inclosos en els grups de llengua hongaresa i alemanya. Hi havia 5.850 catòlics grecs i 4.901 catòlics romans. Segons el cens del 1920, la ciutat tenia 23.691 habitants, 11.026 eren jueus, 6.552 hongaresos i 4.964 romanesos, 149 alemanys i 1.000 d'altres ètnies. El cens de 1930 registrava amb 27.270 habitants, 10.526 d'ells jueus, 9.658 romanesos, 5.424 hongaresos, 1.221 ucraïnesos i 441 d'altres ètnies.

## Història
Habitada des de la Cultura de Hallstatt, la zona poblada es troba a la vall de Tisza, una ruta important en ser l'únic accés a la regió muntanyosa, poc poblada. Després del 895 al segle x, la zona va passar a formar part del Regne d'Hongria. El primer esment d'un assentament es remunta al segle xi, i la ciutat com a tal es va esmentar per primera vegada el 1326. El 1352, era una ciutat reial lliure i la capital del Maramureș comitatus, als límits de Transsilvània.
Després de la derrota a la batalla de Mohács i la mort de Lluís II d'Hongria, en la lluita posterior pel tron hongarès, el regne es va dividir en Hongria reial d'Habsburg Ferran I, emperador del Sacre Imperi Romanogermànic i el Regne d'Hongria Oriental de Joan Zápolya Voivoda de Transsilvània. El 1570 es va formar el Principat de Transsilvània que incloïa el comtat de Máramaros. Transsilvània, inclòs Maramureş, es va convertir en un principat autònom dins l'Imperi Otomà a partir de 1541. El 1711, el rei Carles III va retornar el comtat de Maramureş al domini hongarès.
El 1918 es va dissoldre la monarquia austrohongaresa. El 22 de novembre de 1918, en una assemblea de romanesos de Maramureş, va tenir lloc a la plaça central de la ciutat, elegint un consell nacional i decidint enviar una delegació a la Gran Assemblea Nacional a Alba Iulia, que va votar la unió de Transsilvània amb Romania i el consegüent establiment de la Gran Romania.
El 1919 es van obrir sis escoles romaneses a Sighet: un institut per a nois, un institut per a nenes, un elemental per a nois, un gimnàs comercial coeditat i dos instituts comercials (un per a nois i l'altre per a noies). El museu etnogràfic Maramureş es va inaugurar al palau cultural el 1926. Durant el període d'entreguerres, van aparèixer a la ciutat més de vint diaris, així com diverses crítiques literàries. Com a resultat del Segon Premi de Viena d'agost de 1940 durant la Segona Guerra Mundial, va passar a l'administració hongaresa durant la guerra.
El 1942 es va produir una primera deportació de jueus de Sighet. El segon es va produir després de la Pasqua de 1944, de manera que, a l'abril, el gueto de la ciutat contenia prop de 13.000 jueus del propi Sighet i dels llocs veïns de Dragomirești, Ocna Șugatag i Vișeu de Sus. Entre el 16 i el 22 de maig, el gueto es va liquidar en quatre transports, els seus habitants van ser enviats al camp de concentració d'Auschwitz. Entre els deportats hi havia el sighet i futur premi Nobel de la Pau, Elie Wiesel. El 1947, hi havia uns 2.300 jueus a Sighet, inclosos els supervivents i un nombre considerable de jueus d'altres parts de Romania. El 2002, la ciutat només hi quedaven 20 jueus.
El tractat de París al final de la Segona Guerra Mundial va anul·lar els premis de Viena i Sighetu Marmației, administrat per Romania des de l'octubre de 1944, va tornar formalment al país el 1947.
El 1948, el nou règim comunista va nacionalitzar les fàbriques de la ciutat, tres editorials i els bancs. El 1950, amb els comtats substituïts per regions, Sighet va perdre la seva condició de centre administratiu. El 1960 es va iniciar la construcció de barris amb blocs de pisos. El mateix any, el nom de la ciutat es va convertir en Sighetul Marmației ; la "l" final es va retirar el 1968. 1962 es va obrir una fàbrica de processament de fusta (Combinatul de Industrializare a Lemnului). Com a mobles i altres productes de fusta, comptava amb més de 6.000 empleats i va tenir un paper important en el desenvolupament econòmic de la ciutat. Després de la Revolució romanesa del 1989, va caure a poc a poc en èpoques difícils, amb nou empreses privades que donaven feina a unes 3500 persones el 2012.
El maig de 2014 es va celebrar una commemoració en honor del 70è aniversari de les deportacions de jueus del maig de 1944. Els esdeveniments van incloure un concert de Klezmer, serveis del Sàbat a la sinagoga que quedava, un servei commemoratiu al Monument de l'Holocaust al lloc de les deportacions, així com una exposició sobre la vida a Sighet abans de les deportacions. L'exposició contenia aportacions de supervivents i les seves famílies. A més, es van organitzar visites al cementiri jueu i al museu de l'Holocaust situat a la casa infantil d'Elie Wiesel. El 3 d'agost de 2018, el lloc de naixement de Wiesel va ser vandalitzat.

## Presó de Sighet

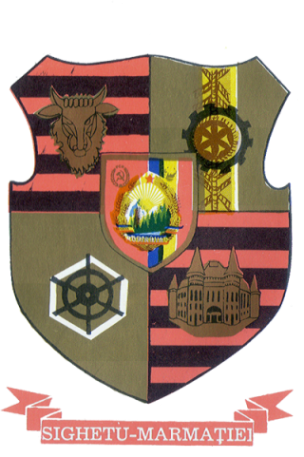
Escut durant la República Socialista.

Després de la instauració del règim comunista romanès, la Securitate va dirigir la presó de Sighet durant els anys cinquanta i seixanta com a lloc per a la detenció i la repressió política de personatges públics que havien estat declarats "enemics de classe". El més destacat va ser l'ex-primer ministre Iuliu Maniu, que va morir a la presó el 1953. Actualment, l'antiga presó funciona com a museu, dins del Memorial de les Víctimes del Comunisme i de la Resistència.

## Relacions Internacionals

### Pobles bessons: ciutats germanes
Sighetu Marmației està agermanada amb:
- Khust, Ucraïna
- Oława, Polònia
- Kolomyia, Ucraïna
- Nàpols, Itàlia[14]
- Qiryat Yam, Israel

## Fills il·lustres
- Marius Bilașco
- Dumitru Cernicica
- Géza Frid
- Hédi Fried
- Zoltan Harmat (1900-1985), arquitecte israelià
- Simon Hollósy
- Monica Iagăr
- Alexandru Ivasiuc
- György Jakubinyi
- Hermann Kahan
- Klára Leövey
- Amos Manor
- Gisella Perl
- Kornélia Prielle
- Edmund Bordeaux Szekely
- Joel Teitelbaum
- Moshe Teitelbaum
- Yekusiel Yehuda Teitelbaum (II)
- Simon Ungar
- Elie Wiesel

## Galeria d'imatges

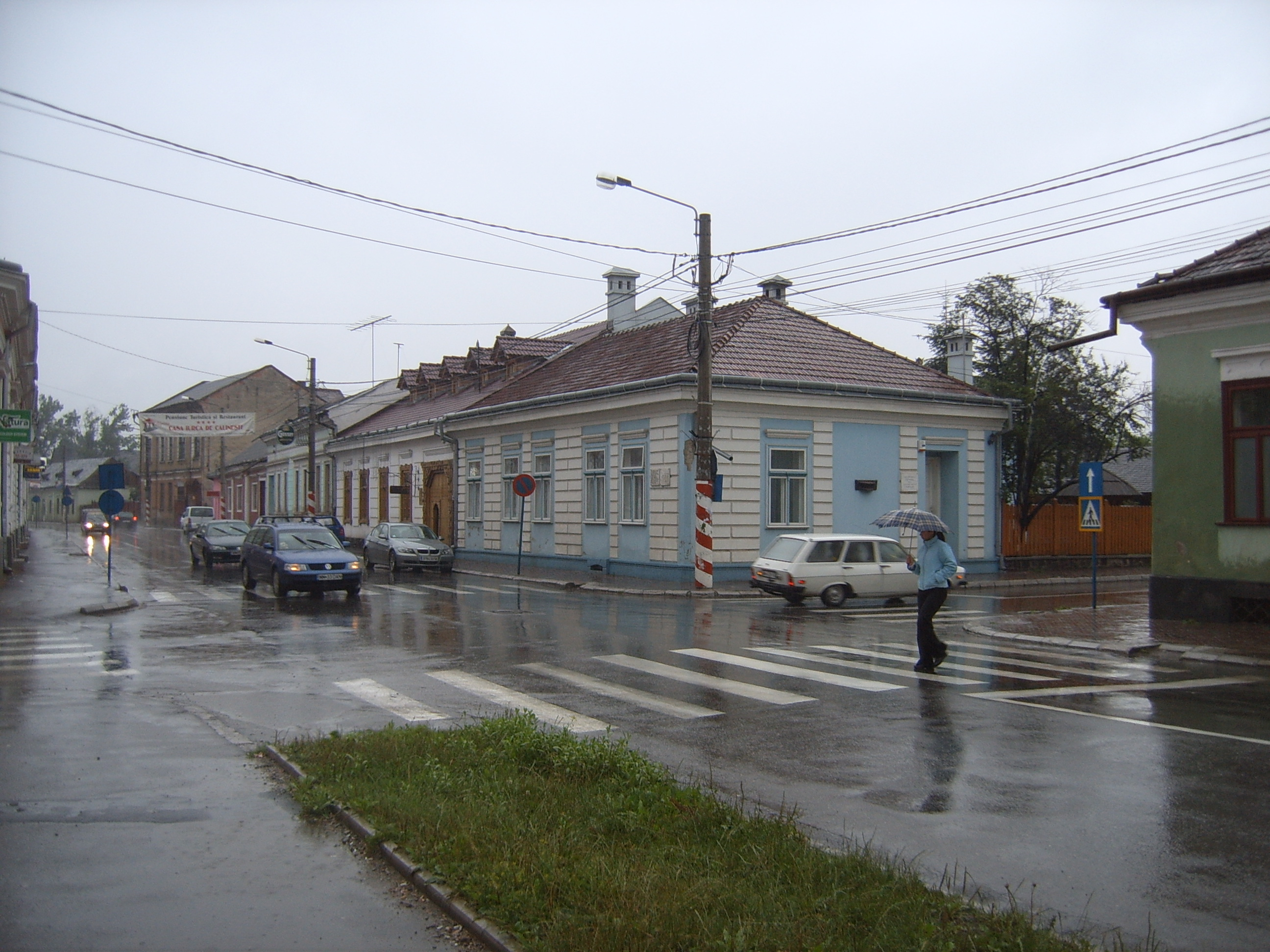
La casa d'Elie Wiesel a Sighet
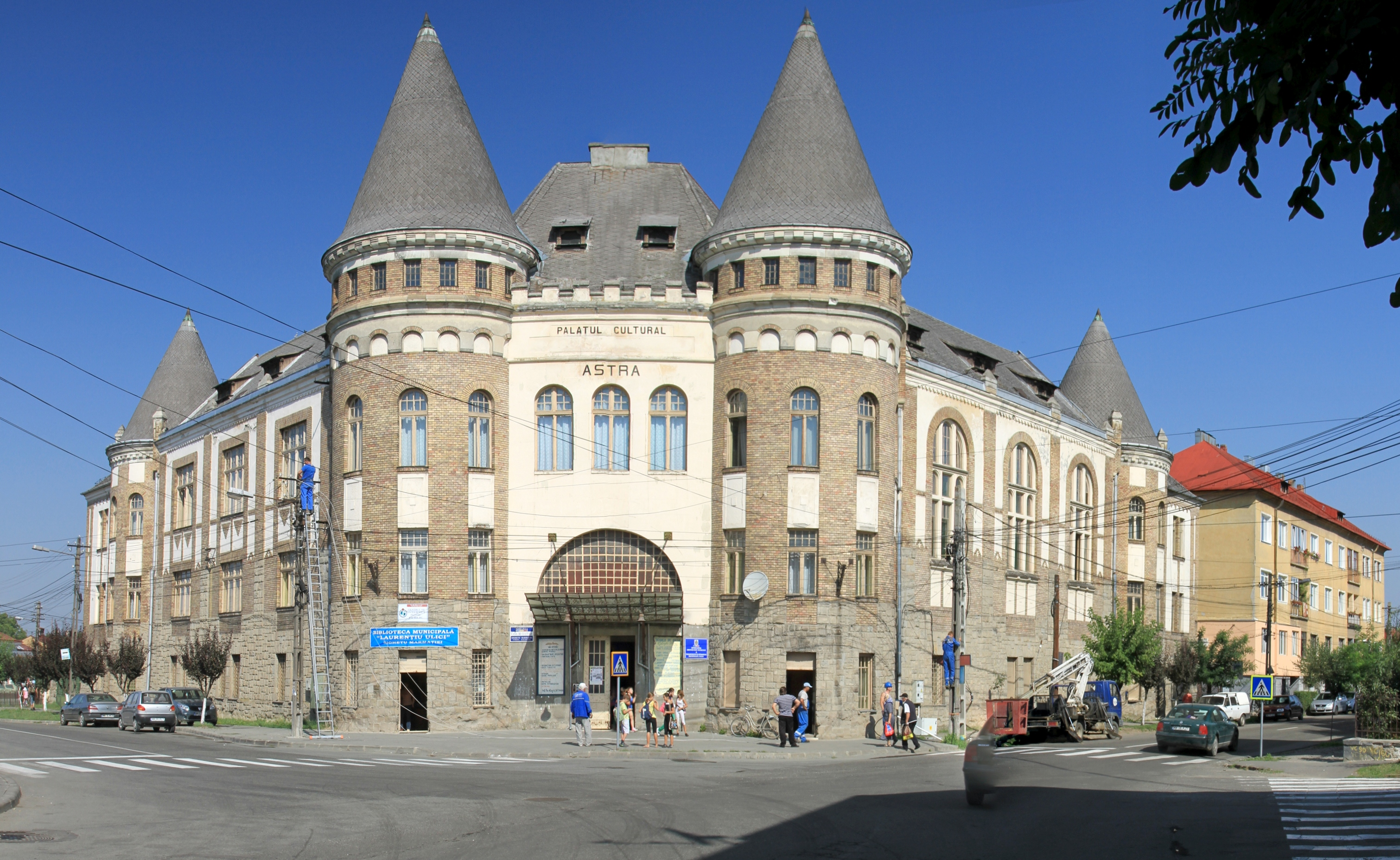
El Palau de la Cultura
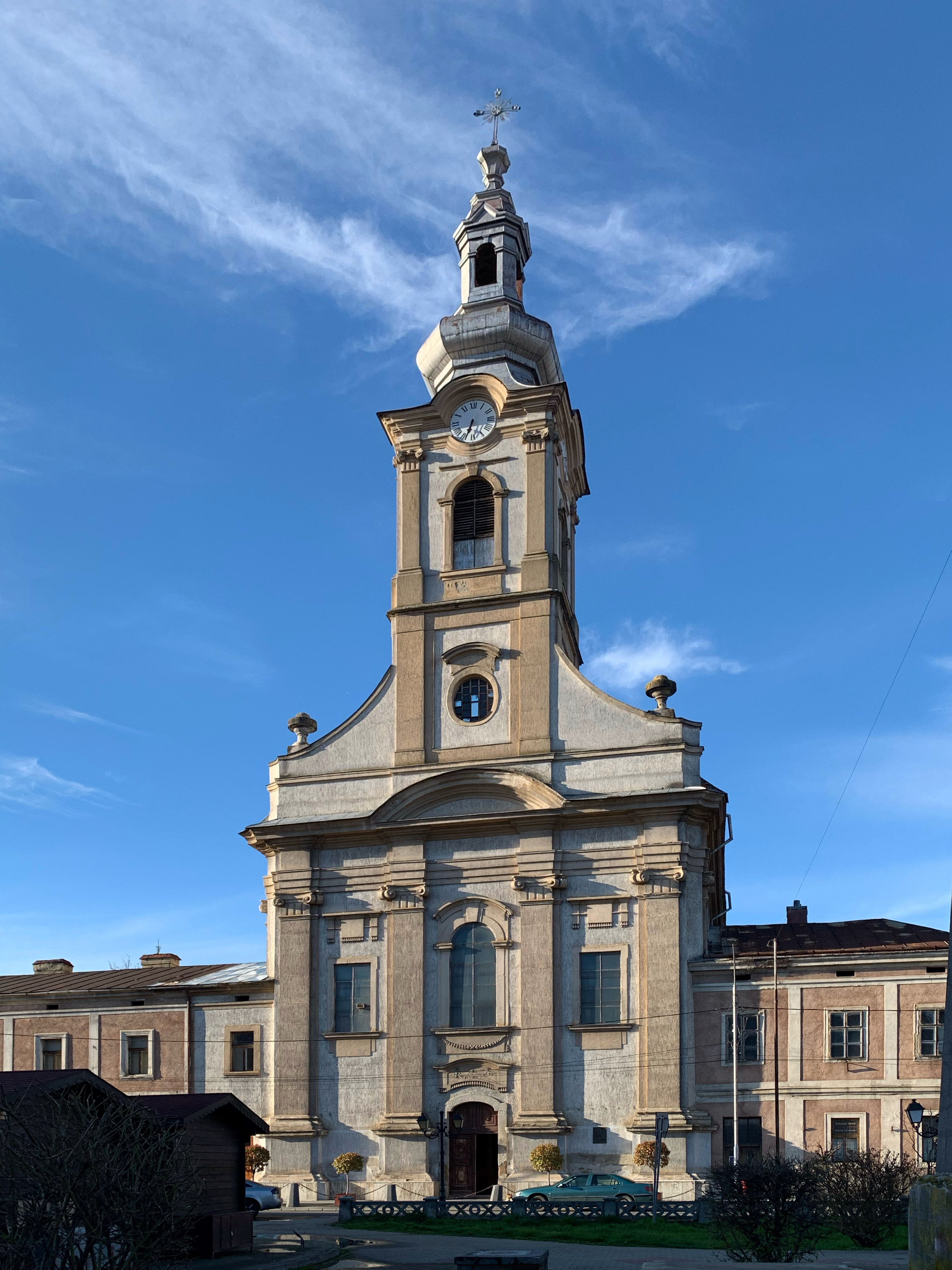
Església catòlica romana
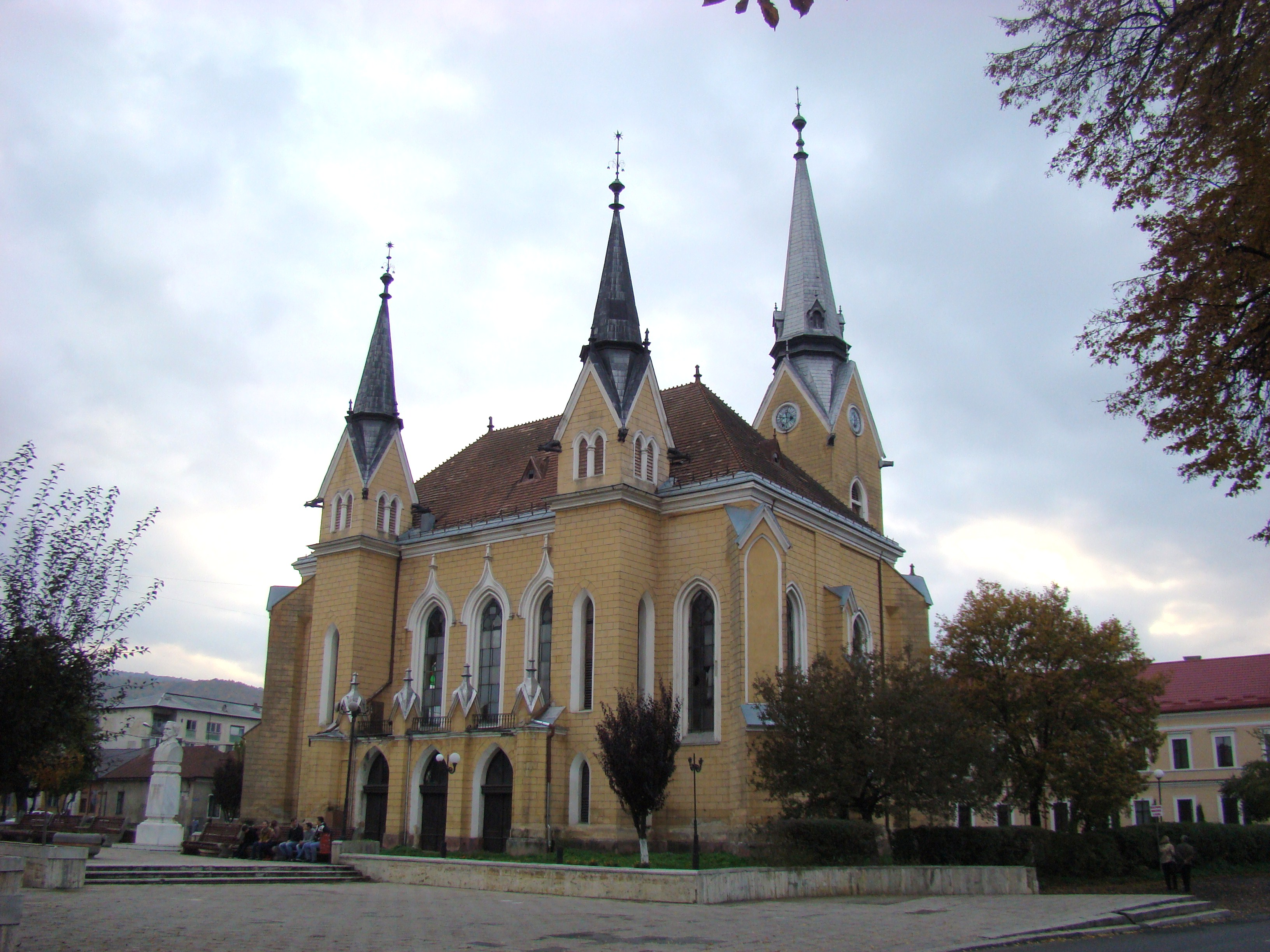
Església reformada
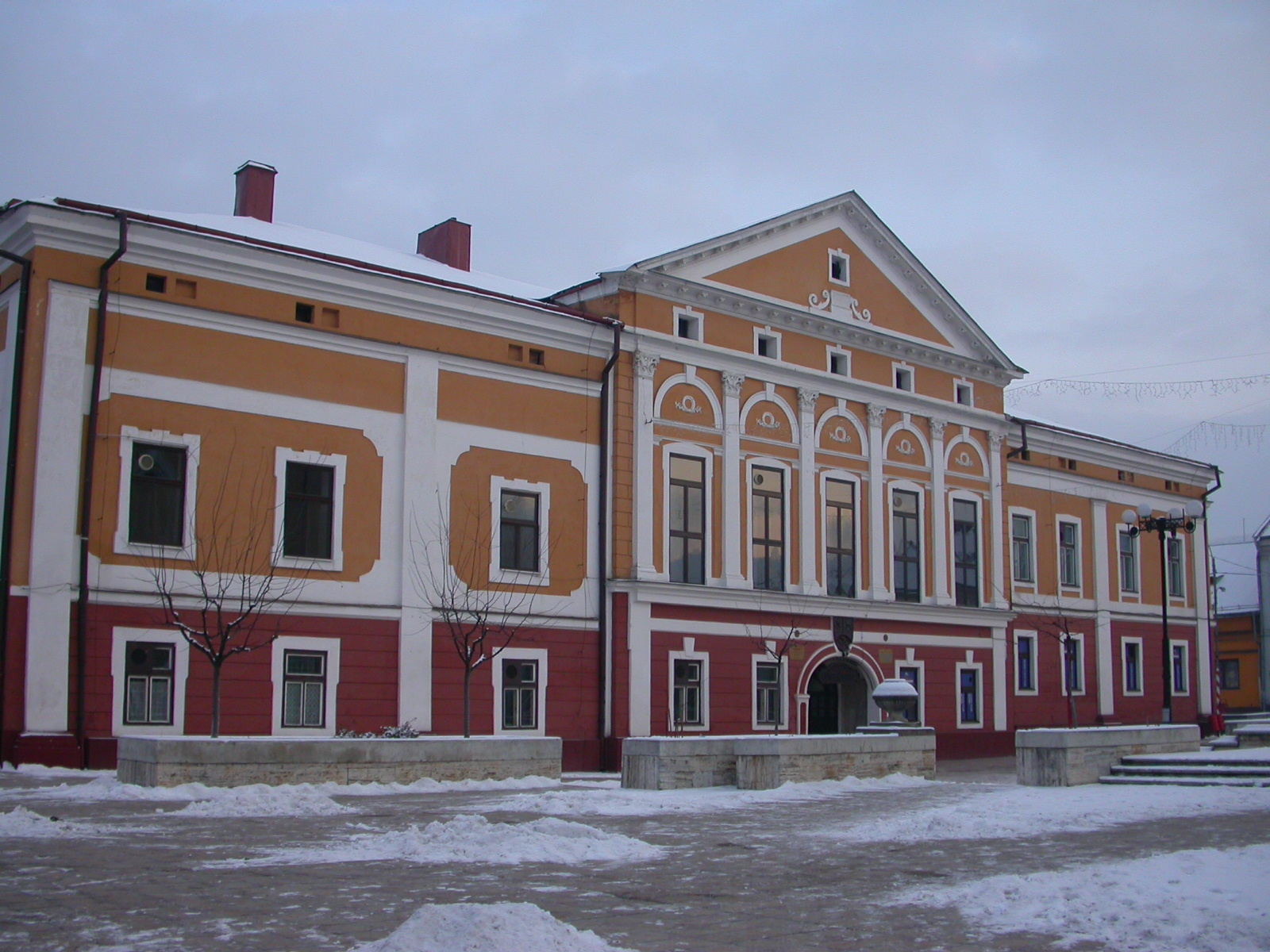
Antic edifici de la prefectura
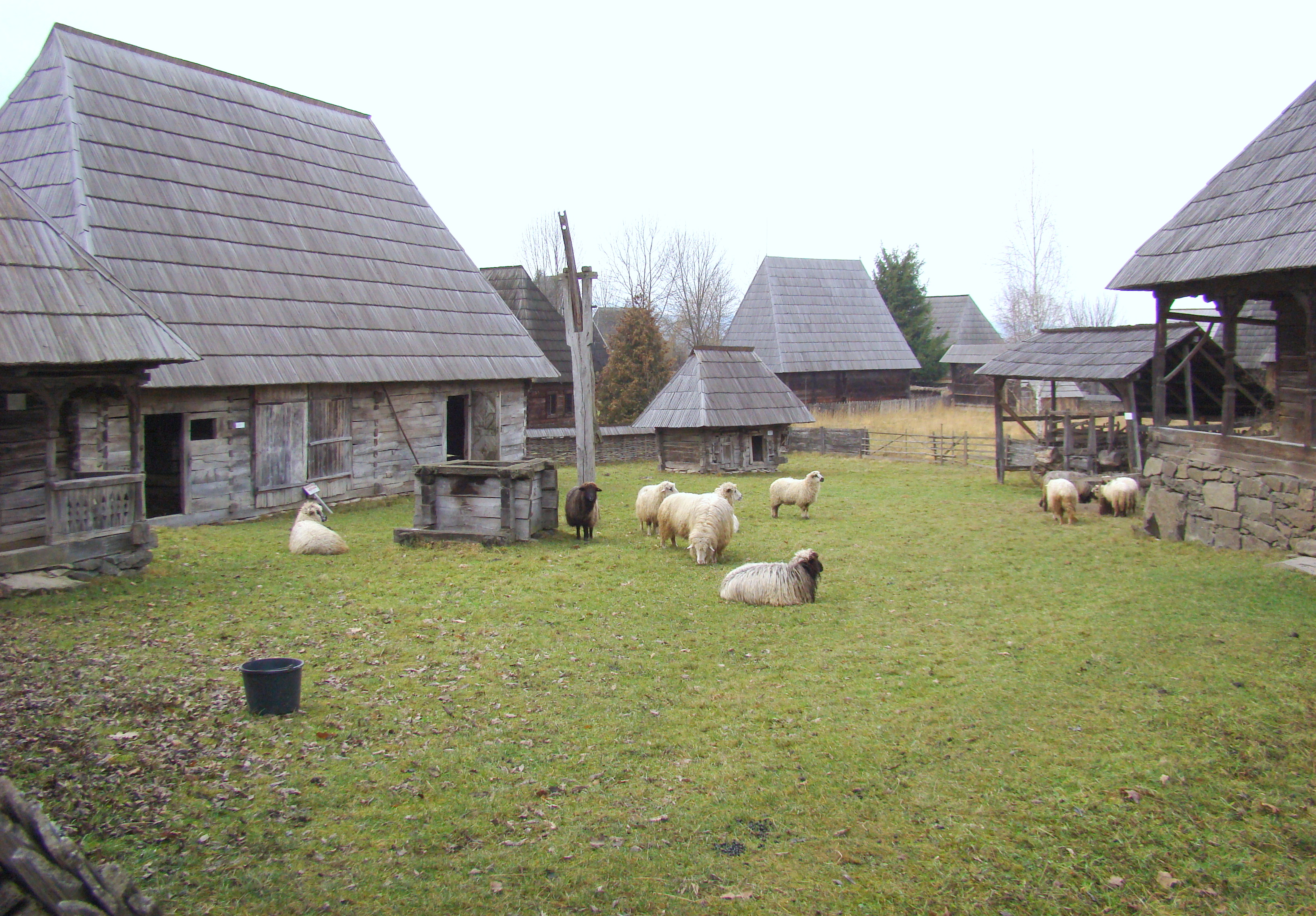
Museu del poble de Sighet